# 松岡武
松岡 武（まつおか たけし、1924年(大正13年)5月1日 - 2001年(平成13年)6月24日）は、日本の心理学者。

## 略歴
埼玉県生まれ。1950年東京文理科大学心理学科卒業。同大学大学院心理学研究科修了、1952年山梨大学教育学部講師、助教授、1963年「色彩象徴法によるAffective meaningの研究」で東京教育大学より文学博士の学位を取得。1967年特殊教育学科教授、附属養護学校長、保健管理センター所長、1990年定年退官、名誉教授、作新学院大学教授。1995年退任。色彩心理学。

## 受賞歴
- 1990年 第11回辻村賞[1]
- 1994年 厚生大臣表彰[1]
- 1999年 文部大臣表彰[1]
- 2001年 勲三等瑞宝章[1]

## 著書
- 『知能検査と学習結果の新考査法』日本読書会、1948
- 『色彩象徴テストの原理と方法-色による性格の診断法』 日本製版 1964
- 『親ごころ教育ごころ 自己診断テスト付』日本文化科学社、1974 家庭教育ブック
- 『精神薄弱児の心理』福村出版、1977
- 『色彩とパーソナリティー 色でさぐるイメージの世界』金子書房、1983
- 『ユーモア教育のすすめ イギリスに学ぶ子育ての知恵』金子書房、1987
- 『ユーモア教育の方法 学校教育の場を中心にして』金子書房、1991
- 『色彩と心理おもしろ事典』三笠書房 知的生きかた文庫、1994
- 『不思議な不思議な色彩おもしろ事典』三笠書房 王様文庫、2004

### 共編著
- 『色彩象徴法性格検査解説』小保内虎夫共著 甲文社、1952
- 『教育心理学ノート』 中野佐三らと共著  東洋館出版社 1958
- 『精神薄弱児の教育 特殊教育を進める上の基本問題について』編著 東洋館出版社、1960
- 『社会心理学』 潟永重次らと共著  協同出版 1961
- 『精神薄弱児教育の心理』編著 東洋館出版社、1966
- 『児童心理学』 三浦武らと共著  協同出版 1967
- 『精神薄弱児教育の研究』 住田勝美らと共著 金子書房 1970
- 『精神薄弱児指導の原理と方法 職業的自立をめざす指導の進め方』編著 東洋館出版社、1971
- 『精神薄弱者の職業へのアプローチ』 西谷三四郎らと共著 雇用問題研究会 1975
- 『障害児教育の今日的課題 2　カリキュラム』編著 福村出版、1976

### 翻訳
- J.S.モロエ『母が育てるちえ遅れの子の話しことば』佐々木五律子共訳 日本文化科学社、1978

## 論文
- 「C. S. T. Predominant  Response Color による人格の診断」 『心理学研究』 第25巻 2号 1954
- 「無意味図形のもつ感情表現について」 『山梨大学学芸学部研究報告』 第6号 1955
- "The Color Symbolism Personality Test", Journal of General Psychology, Vol. 55, 1956
- 「コトバと象徴」 『コトバの科学 3. コトバの心理』 中山書店 1958
- 「色彩反応による意味の分析」東京教育大学心理学教室 『教育心理学』 第6集 1958
- 「言語連想法による態度測定の試み」 『心理学研究』 第31巻 4号 1960
- 「色彩象徴法と言語連想法による感情の発達系譜に関する研究」 『教育心理学研究』 第7巻 4号 1960
- 「絵画内容の叙述伝達の仕方にみられる精神薄弱児の特性」 『児童精神医学とその近接領域』 第1巻 2号 1960
- 「精神薄弱児の知覚体制に関する実験分析的研究」 『特殊教育学研究』 第3巻 1号 1960
- 「知的活動に対する一般知能因子の寄与の仕方に関する発達心理学的考察」 『山梨大学学芸学部研究報告』 第16集 1965
- 「精神薄弱児の職業教育体系化-その基礎的研究」 『精神薄弱児研究』 第116号 1968
- 「類義語に関する一般意味論的研究」 東京教育大学言語学研究会 『言語学論叢』 第11巻 1972
- 「現代中・高校生のものの見方、感じ方に見られる変貌様相について」 『教育心理学研究』 第21巻 3号 1973
- 「心身障害教育における評価の意義と考え方」 『指導と評価』 第27巻 11号 1981